# Plaisia
Plaisia ist eine französische Gemeinde im Département Jura in der Region Bourgogne-Franche-Comté. Sie gehört zum Arrondissement Lons-le-Saunier und zum Kanton Moirans-en-Montagne.

## Geografie
Plaisia liegt ungefähr 20 Kilometer südöstlich von Lons-le-Saunier und 3,5 km vom Lac de Vouglans entfernt. Die Départementsstraße D470 verbindet die Ortschaft mit Orgelet im Westen und La Tour-du-Meix im Osten. Die weiteren Nachbargemeinden sind Mérona im Norden, Largillay-Marsonnay im Nordosten, Onoz im Süden und Écrille (südlich von Orgelet) im Westen.
Im Südosten grenzt Plaisia an die Enklave von Orgelet am vorgenannten Stausee.  

## Bevölkerungsentwicklung
| Jahr                       | 1962 | 1968 | 1975 | 1982 | 1990 | 1999 | 2008 | 2017 |
| Einwohner                  | 95   | 94   | 90   | 100  | 97   | 115  | 115  | 107  |
| Quellen: Cassini und INSEE |      |      |      |      |      |      |      |      |

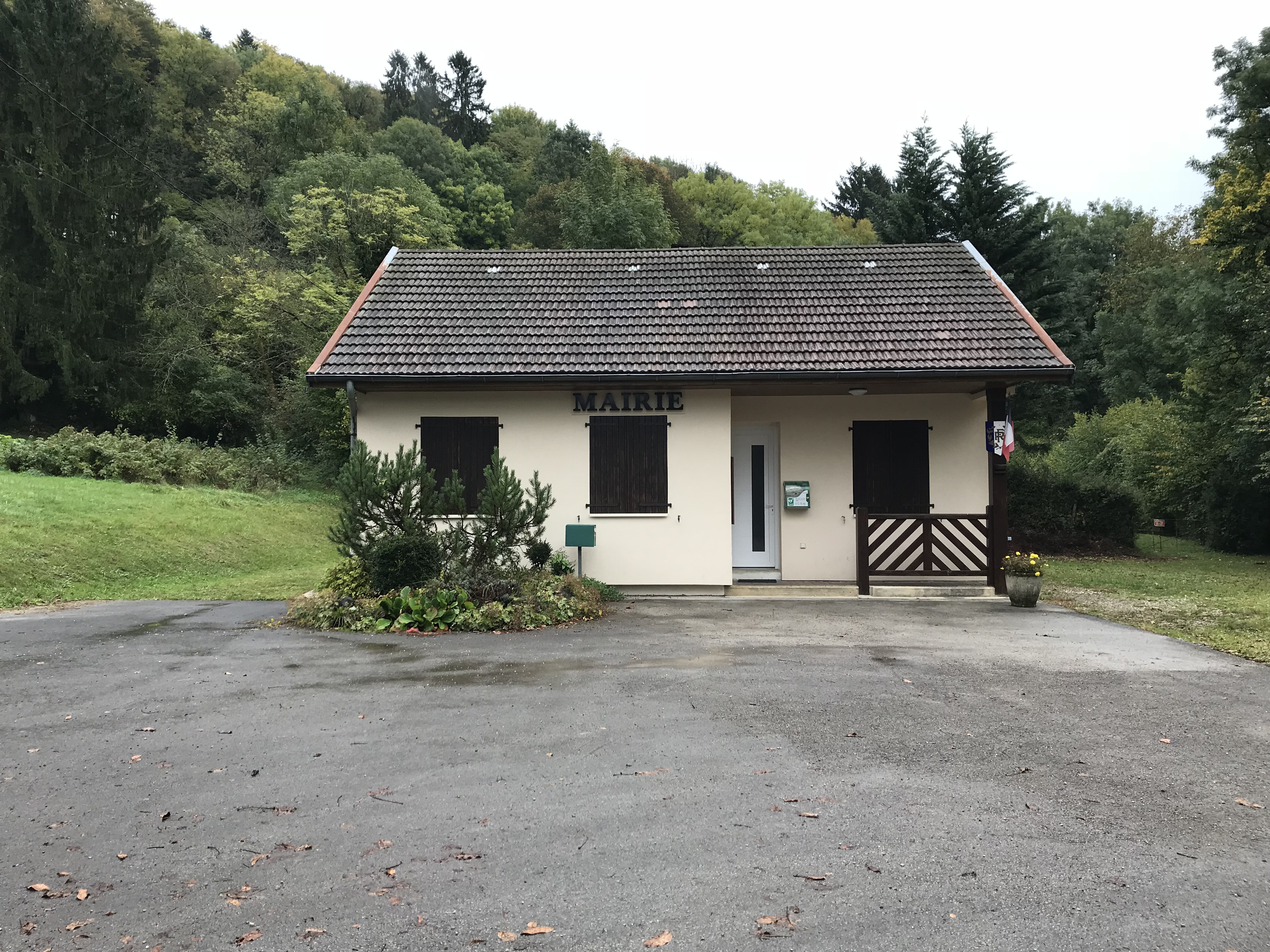
Mairie Plaisia
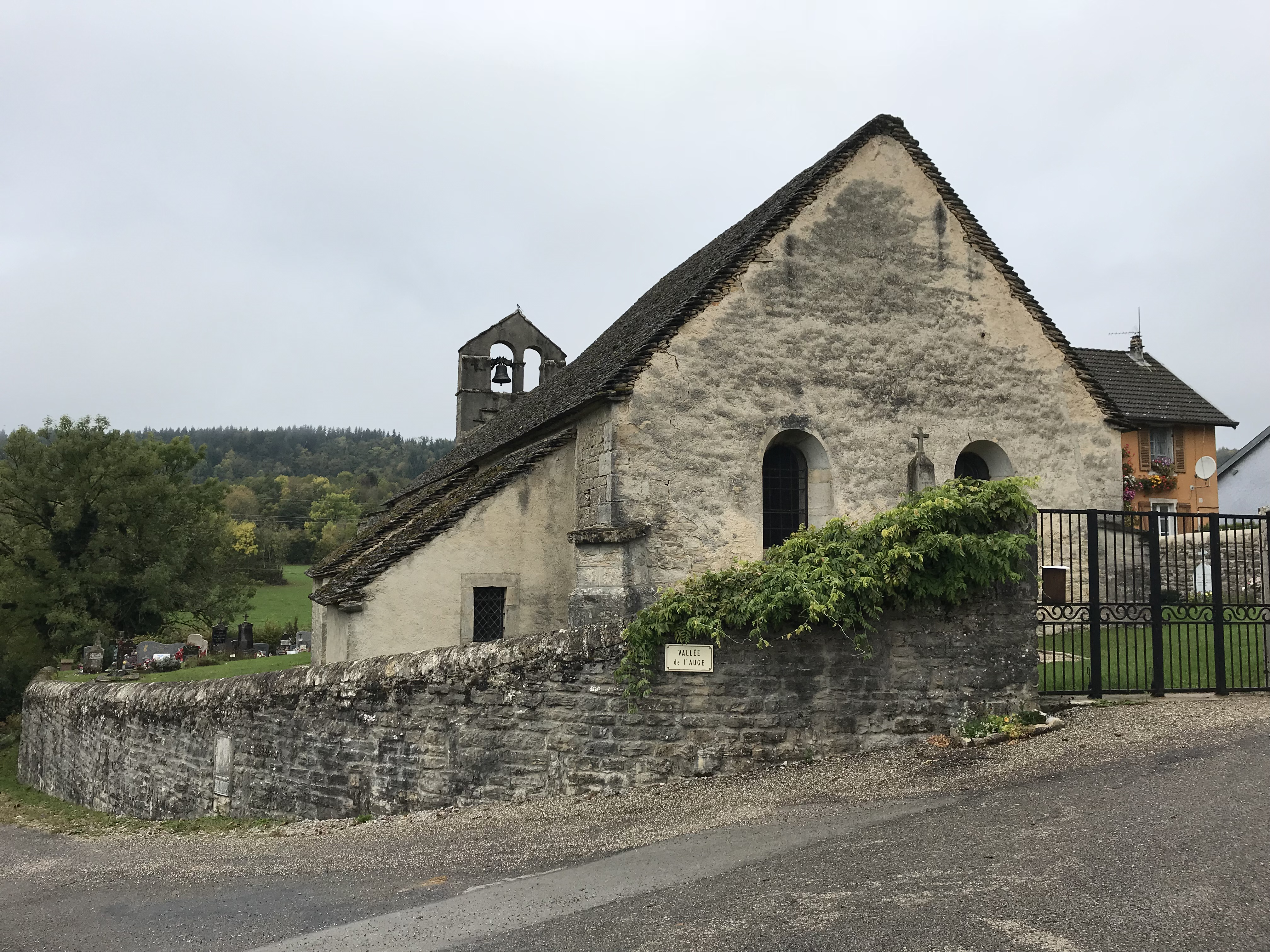
Kirche Saint-Étienne